# Marcel Leclerc
Marcel Leclerc (Ajaccio, 14 agosto 1921 – Chassiers, 21 aprile 1983) è stato un dirigente sportivo e editore francese, noto per essere stato presidente, dal 1965 al 1972, dell'Olympique Marsiglia.

## Carriera dirigenziale
Rilevò il pacchetto azionario dell'Olympique Marsiglia nel 1965, salvando la società da una situazione economica delicata, che l'aveva costretta a trasferirsi dal Vélodrome allo stadio della Huveaune davanti al rifiuto del consiglio comunale di Marsiglia di ridurre le tasse di proprietà. In cinque anni Leclerc rese l'Olympique Marsiglia una squadra competitiva a livello nazionale, vincendo la Coppa di Francia nella stagione 1968-69 e due campionati consecutivi nelle stagioni 1970-71 e 1971-72. Al termine di quest'ultima stagione, in cui l'Olympique Marsiglia andò a centrare il primo double della sua storia vincendo la Coppa di Francia, Leclerc si dimise dall'incarico di presidente, a causa di alcune accuse (che in seguito genereranno uno scandalo indicato dalla stampa con il nome di Affaire Leclerc) di dirottamento dei fondi della squadra, indirizzati alle sue aziende di stampa (era proprietario del settimanale sportivo But! da lui fondato nel 1969).